# Buis-les-Baronnies

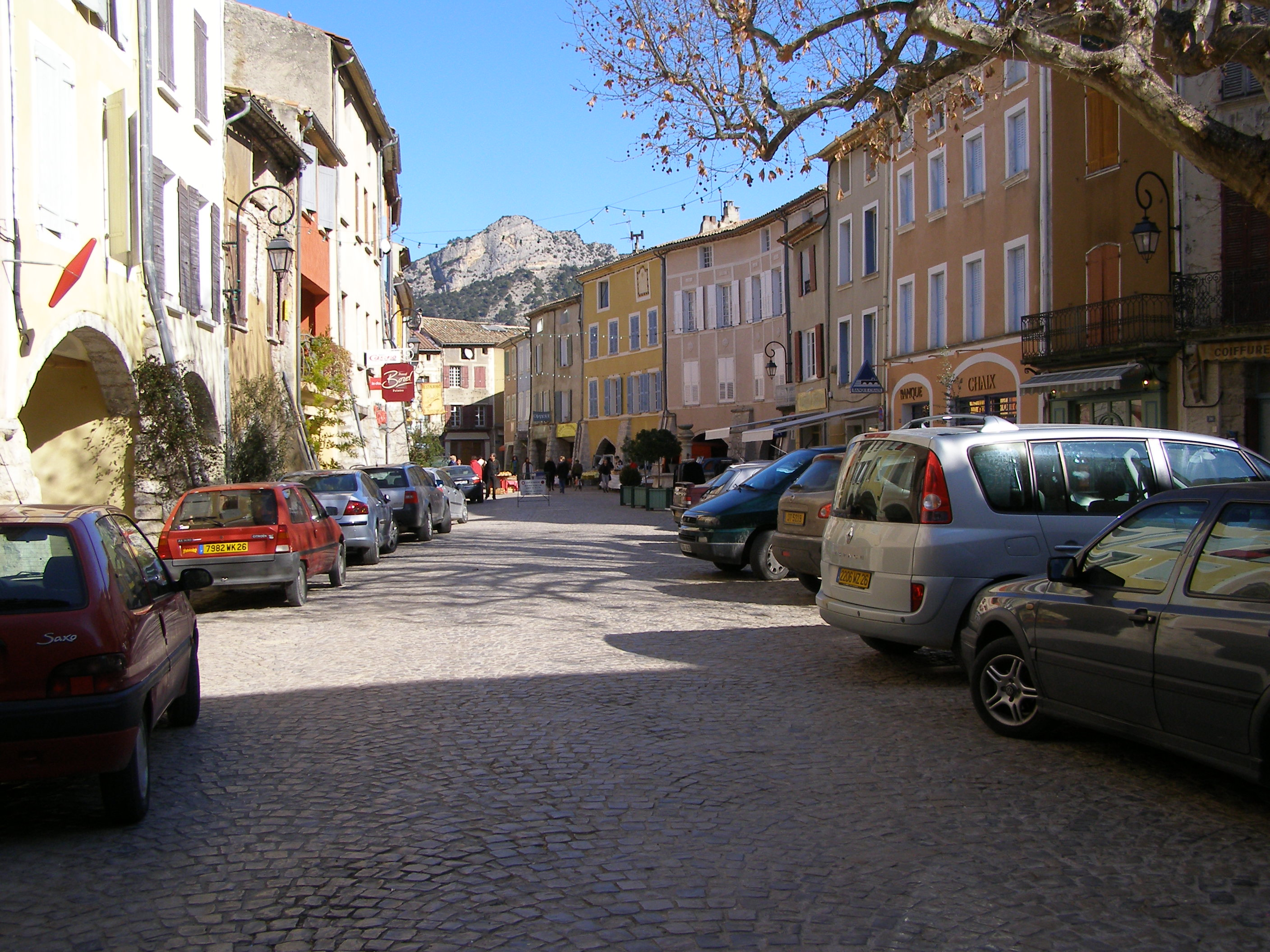
Centrum Buis-les-Baronnies, 2008

Buis-les-Baronnies – miejscowość i gmina we Francji, w regionie Owernia-Rodan-Alpy, w departamencie Drôme.
Według danych na rok 1990 gminę zamieszkiwało 2030 osób, a gęstość zaludnienia wynosiła 60 osób/km² (wśród 2880 gmin regionu Rodan-Alpy Buis-les-Baronnies plasuje się na 430. miejscu pod względem liczby ludności, natomiast pod względem powierzchni na miejscu 163.).